# Lilie zlatohlavá
Lilie zlatohlavá (Lilium martagon), též lilie zlatohlávek, je vytrvalá rostlina, jeden z mála zástupců rodu lilie v Česku. Roste prakticky v celé Evropě a také ve většině mírného pásu Asie.

## Popis
Dorůstá výšky 30 až 120 cm. Lodyha bývá skvrnitá. Listy jsou kopinaté až vejčité, ve střední části lodyhy vyrůstají v přeslenech, jinak střídavě. Květy jsou uspořádány v řídkých hroznech. Okvětní lístky se obloukovitě stáčejí nazpět. Z květu vybíhají dlouhé nápadné tyčinky a pestík. Kvete od června do srpna. Plodem je tobolka. Zimu přečkává pouze cibule v zemi. Cibule je díky zkracování takzvaných tažných kořenů schopna zatahovat se hlouběji do půdy.

## Stanoviště, výskyt, ochrana
Vyžaduje výživné a humózní půdy s dobrou propustností. Roste v listnatých a smíšených lesích od nížin do hor, ve vyšších polohách roste i na loukách. Vyskytuje se nepříliš hojně, roztroušeně, místy však i ve větším množství. Z hlediska celosvětového Červeného seznamu se řadí k druhům, které vyžadují pozornost (C4). Zákony ČR je chráněna jako ohrožený druh.

## Použití
Vařené cibule lilie zlatohlavé se v Sibiři místy jedí. Někdy se také pěstuje v zahrádkách pro ozdobu.
Ve středověku byla považována za rostlinu léčivou. Mattioli doporučoval pít odvar ve víně lidem, kteří se nemohli úplně vymočit. Rozsáhlejší bylo použití zevní. Utlučená rostlina se míchala s vepřovým sádlem, růžovým olejem a dalšími přísadami a přikládala se na tvrdé otekliny i boule, často na způsob náplasti. Kořen utlučený s medem se používal na spáleniny a při bolestech kloubů. Nyní se v lidovém léčitelství využívá spíše lilie bělostná.

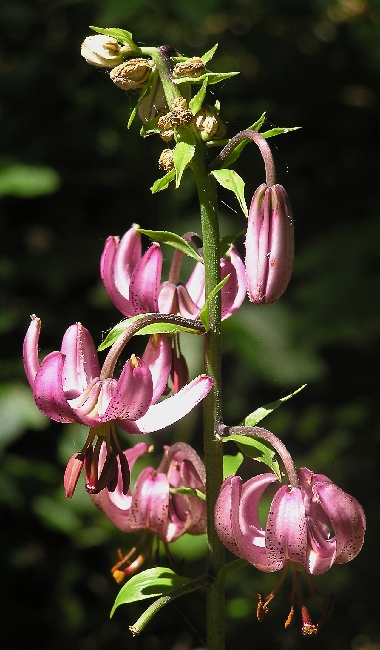
Lilium martagon
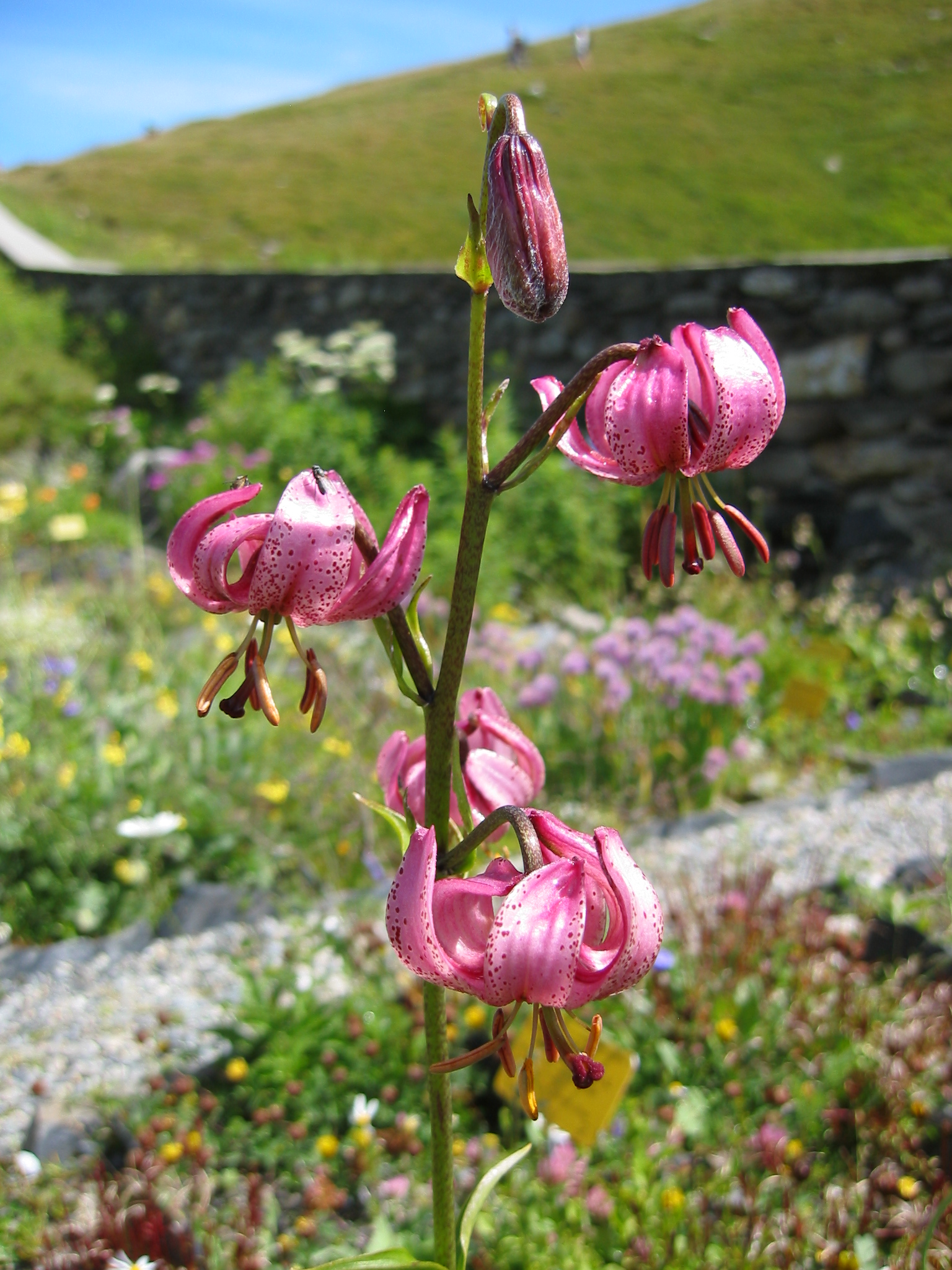
Lilium martagon
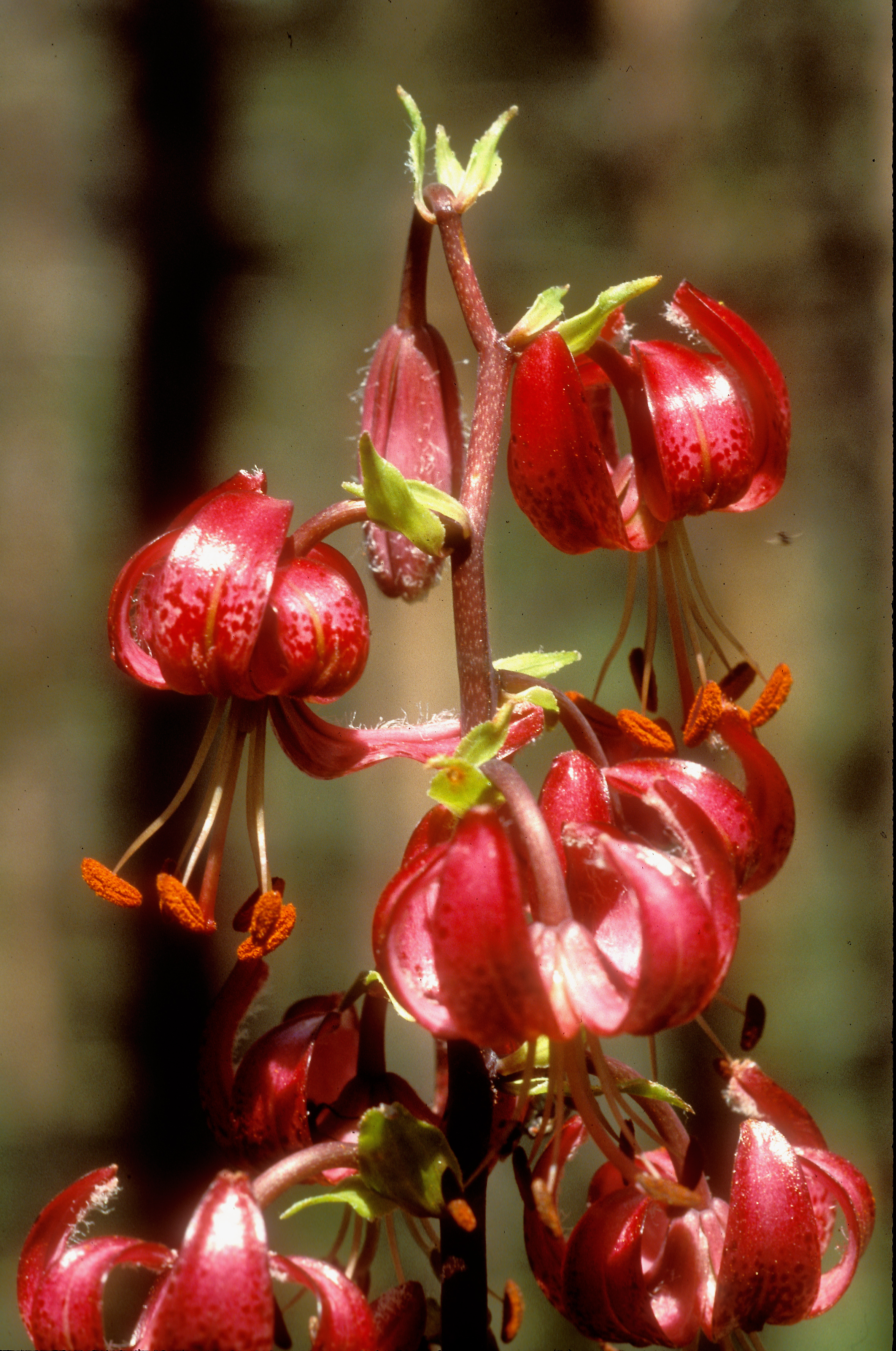
Lilium martagon var. cattaniae
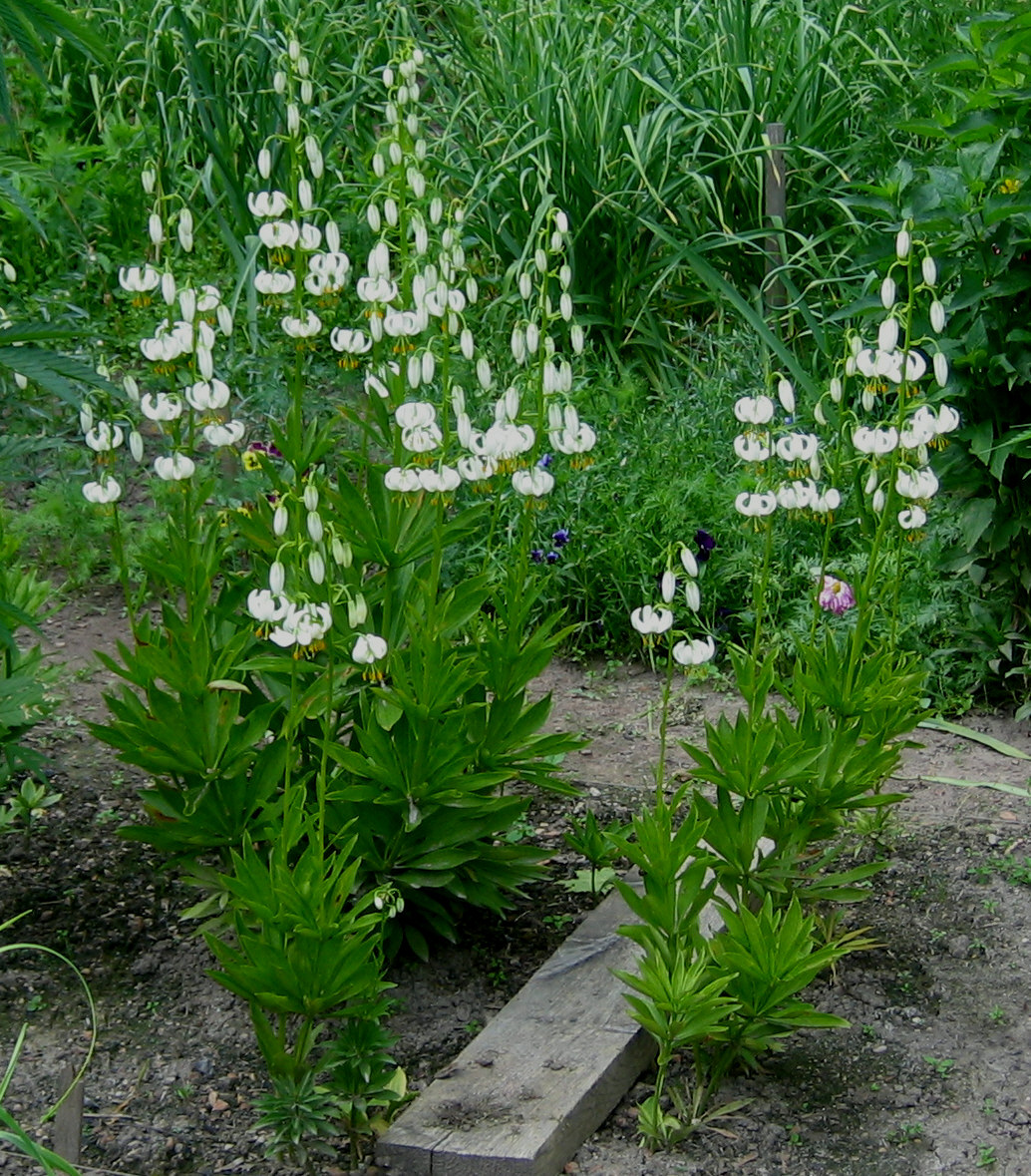
Lilium martagon var. album
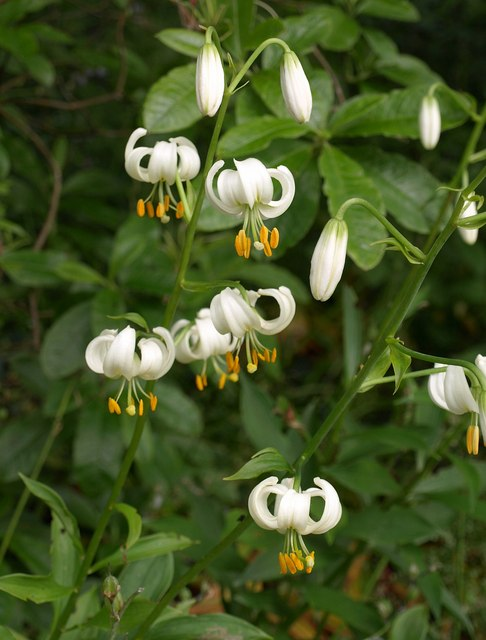
Lilium martagon var. album